# Alexandria Bay
Alexandria Bay ist eine Gemeinde im Jefferson County im US-Bundesstaat New York. Sie gehört zur Gemeinde Alexandria und hat 1.078 Einwohner auf einer Fläche von 4 km², wovon allerdings die Hälfte durch die Wasserflächen des Sankt-Lorenz-Stromes bedeckt wird.

## Geografie

### Geografische Lage
Die Siedlung liegt an einer Bucht des Sankt-Lorenz-Strom, in dessen Flussmitte die Grenze zu Kanada verläuft. Es liegt am nördlichen Ende der Thousand Islands, einer Inselgruppe im Strom. Zur Gemeinde gehören die Parks Keewaydin Point State Park und Grass Point State Park. Die Geländestruktur ist als eiszeitliche Grundmoränenlandschaft ausgeformt, was erwähnenswerte Erhebungen ausschließt.

### Umliegende Gemeinden
Alle Entfernungen sind als Luftlinien zwischen den offiziellen Koordinaten der Orte aus der Volkszählung 2010 angegeben.
- Nordosten: Brockville (Kanada), 26,7 km
- Süden: Fort Drum, 16,7 km
- Südwesten: Clayton, 18,7 km
- Westen: Kingston (Kanada), 63,4 km

### Klima
|                       | Jan   | Feb   | Mär  | Apr  | Mai  | Jun  | Jul  | Aug  | Sep  | Okt  | Nov  | Dez  |   |      |
| Mittl. Tagesmax. (°C) | −2,4  | −0,4  | 5,2  | 12,9 | 19,3 | 24,6 | 27,2 | 26,3 | 21,4 | 14,9 | 8,1  | 0,9  | ⌀ | 13,2 |
| Mittl. Tagesmin. (°C) | −12,7 | −12,4 | −6,7 | 0,5  | 6,4  | 12,1 | 14,7 | 13,8 | 9,7  | 4,0  | −1,3 | −7,9 | ⌀ | 1,8  |
|                       |       |       |      |      |      |      |      |      |      |      |      |      |   |      |
| Niederschlag (mm)     | 68    | 56    | 83   | 91   | 102  | 106  | 102  | 88   | 94   | 84   | 93   | 72   | Σ | 1039 |
|                       |       |       |      |      |      |      |      |      |      |      |      |      |   |      |
| Regentage (d)         | 15    | 13    | 13   | 13   | 12   | 11   | 10   | 10   | 11   | 11   | 15   | 15   | Σ | 149  |

| −12,7 |

| −12,4 |

| −6,7 |

| 0,5 |

| 6,4 |

| 12,1 |

| 14,7 |

| 13,8 |

| 9,7 |

| 4,0 |

| −1,3 |

| −7,9 |

| −12,7 |

| −12,4 |

| −6,7 |

| 0,5 |

| 6,4 |

| 12,1 |

| 14,7 |

| 13,8 |

| 9,7 |

| 4,0 |

| −1,3 |

| −7,9 |

Die mittlere Durchschnittstemperatur in Alexandria Bay liegt zwischen −7,5 °C im Januar und 20,9 °C im Juli. Damit ist der Ort gegenüber dem langjährigen Mittel New Yorks im Winterhalbjahr um etwa 2,5 Grad kühler als im Mittel des Bundesstaates, während im Sommerhalbjahr die Mittelwerte New Yorks nur um Weniges unterschritten werden. Die Schneefälle zwischen Oktober und April liegen bei 165,6 cm mit Spitzenwerten von 40,6 cm im Dezember, 44,2 cm im Januar und 40,4 cm im Februar.

## Geschichte
Die ersten europäischen Besucher kamen um 1804 über den Sankt-Lorenz-Strom in den Bereich von Alexandria Bay: Die Bucht bot einen natürlichen Hafen, der von den ersten Kolonisten auch gerne genutzt wurde. 1816 begann die Ära der Dampfschiffe auf dem Strom, so dass die Bucht ab 1818 für den Bau eines Dorfes vorbereitet und eine Anlegestelle gebaut wurde. Die regelmäßigen Dampfschifffahrten verbanden Sackets Harbor am Lake Ontario, Cape Vincent, Clayton und Alexandria Bay miteinander.
Die Besiedlung begann 1818 mit einem Blockhaus; das erste Haus aus Balken und Brettern wurde 1820 errichtet, 1821 die erste Schule. 1828 folgte ein Zollhaus, das den Übergang zur kanadischen Seite des Stromes verwaltete. 1847 folgte das Sunken Rock Lighthouse: Ein Leuchtturm, der die Passage durch die Thousand Islands sicherte. Zu diesem Zeitpunkt war Alexandria Bay ein wichtiger Anlaufpunkt für Dampfschiffe, weil sie hier mit Brennholz beladen wurden. 1848 wurden sowohl das erste Hotel als auch die erste Kirche gebaut, die ab 1851 für öffentliche Gottesdienste genutzt wurde.1860 bestand das Dorf aus 24 Häusern.
Obwohl eine Werft kleine Segelboote und vereinzelt auch Dampfschiffe baute, war Alexandria Bay zu keinem Zeitpunkt ein wichtiger Industriestandort. Stattdessen war es durch die Lage an den Thousand Islands ab etwa 1845 als Sommerfrische und Angelgebiet bekannt. Einen großen Aufschwung erreichte der Tourismus im Ort, als der damalige Präsident der Vereinigten Staaten, Ulysses Grant, mit seiner Familie und einigen Freunden die Einladung seines Freundes George W. Pullman auf ein Ferienhaus auf einer der Inseln, die dem Ort vorgelagert sind, annahm. Bis 1873 wurden daraufhin zwei weitere, große Hotels errichtet, die den Tourismus weiter förderten.

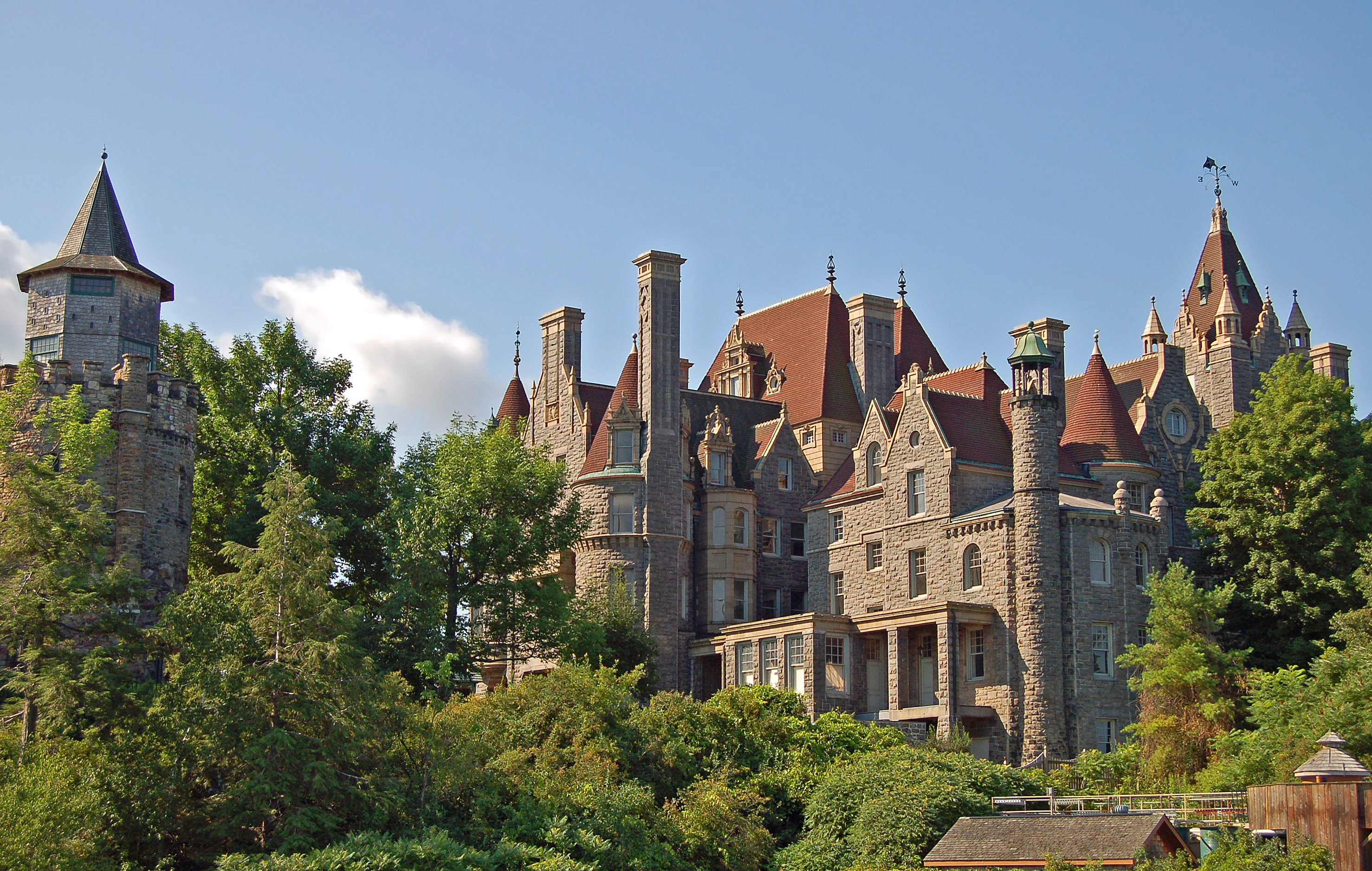
Boldt Castle, 2008

Einer der Touristen, die in dieser Zeit die Thousand Islands entdeckten, war George Boldt, Generaldirektor des New Yorker Grand Hotels Waldorf Astoria. Er errichtete auf Hearts Island, einer der Alexandria Bay vorgelagerten Inseln, zunächst eine Sommerresidenz, die er ab 1900 zu einer Burg nach dem Vorbild rheinischer Bauten gestaltete. Nach dem plötzlichen Tod seiner Frau im Jahr 1904 ließ er den Bau unvollendet; erst 1974 wurde die Ruine von der Thousand Island Bridge Authority gekauft und zu einem Luxushotel ausgebaut. Dieser Bau, Boldt Castle genannt, stellt heute eine der Hauptattraktionen der Gemeinde Alexandria Bay dar.

### Religionen
Im Ort sind mehrere religiöse Gemeinden aktiv: die First Methodist Episcopal Church, die Saint Cyril’s Roman Catholic Church, die Reformed Church of the Thousand Isles, die Saint Lawrence Episcopal Church und die Alexandria Bay Baptist Church.

### Einwohnerentwicklung
| Jahr      | 1800 | 1810 | 1820 | 1830 | 1840 | 1850 | 1860 | 1870 | 1880 | 1890 |
| --------- | ---- | ---- | ---- | ---- | ---- | ---- | ---- | ---- | ---- | ---- |
| Einwohner |      |      |      |      |      |      |      |      | 587  | 1123 |
| Jahr      | 1900 | 1910 | 1920 | 1930 | 1940 | 1950 | 1960 | 1970 | 1980 | 1990 |
| Einwohner | 1511 | 1899 | 1649 | 1952 | 1748 | 1688 | 1583 | 1440 | 1265 | 1194 |
| Jahr      | 2000 | 2010 | 2020 | 2030 | 2040 | 2050 | 2060 | 2070 | 2080 | 2090 |
| Einwohner | 1088 | 1078 |      |      |      |      |      |      |      |      |

## Kultur und Sehenswürdigkeiten

### Sport
Mit den Thousand Islands Privateers ist in Alexandria Bay eine Eishockeymannschaft sesshaft, die Mitgründer der Federal Hockey League waren und seither in dieser Liga spielen.

## Wirtschaft und Infrastruktur

### Verkehr
Neben dem Hafen, der in erster Linie dem Freizeit- und Ausflugsverkehr, auch über die kanadische Grenze hinweg, dient, ist Alexandria Bay über den Interstate 81 an das inneramerikanische Verkehrswegenetz angebunden. Zusätzlich gibt es in der Umgebung mehrere private Flughäfen; einer von ihnen, das rund vier Kilometer entfernte Maxsons Airfield, wurde früher auch von einer kommerziellen Airline angeflogen und trägt daher den IATA-Code AXB.

### Öffentliche Einrichtungen
Alexandria Bay verfügt über ein eigenes Krankenhaus mit Notaufnahmezentrum.

### Bildung
In Alexandria Bay sind eine Grundschule, eine Middle- und eine Highschool angesiedelt, so dass eine Schulausbildung bis zur 12. Klasse vor Ort möglich ist. Die nächstgelegenen Colleges finden sich in Watertown und Canton, die nächstgelegenen Universitäten stehen in Canton und in Potsdam.

## Persönlichkeiten

### Söhne und Töchter der Stadt
- John Cosgrove (1839–1925), Politiker und Vertreter des Bundesstaats Missouri im US-Repräsentantenhaus

### Persönlichkeiten, die vor Ort gewirkt haben
- Frederick Exley (1929–1992), Schriftsteller. Lebte und schrieb in Alexandria Bay.